# Nephelemorpha rogator
Nephelemorpha rogator är en fjärilsart som beskrevs av Felix Bryk 1915. Nephelemorpha rogator ingår i släktet Nephelemorpha och familjen nattflyn. Inga underarter finns listade i Catalogue of Life.